# ジェイテクトグラインディングシステム
株式会社ジェイテクトグラインディングシステム（英: JTEKT GRINDING SYSTEMS CORPORATION）は、ジェイテクトグループの研削盤製造メーカー。自動車部品の製造も行う。本社は愛知県幸田町に置く。

## 概要
トヨタグループの豊田工機（現・ジェイテクト）の研削盤オーバーホール部門が分離独立し、ジェイテクトが100％出資し発足した。
現在では、研削盤の開発・設計・製造や、オーバーホール・修理・改造・再生を行う。また、自動車部品の製造も行っている。

## 沿革
- 1971年 - 豊田工機（現・ジェイテクト）より、研削盤のオーバーホール専門会社・豊幸機械株式会社として分離・独立。
- 1974年 - 第1工場第1期工場増築。
- 1976年 - 第1工場第2期工場増築。
- 1980年 - 第2工場新築。
- 1981年 - 第1工場第3期工場増築。
- 1990年 - 豊田工機品質管理賞受賞。第2工場増築。
- 1991年 - 株式会社豊幸へ社名変更。
- 1997年 - 労働無災害　愛知労働基準局進歩賞受賞。
- 2001年 - ISO14001取得。
- 2003年 - 労働無災害　愛知労働基準局優良賞受賞。
- 2006年 - ISO9001取得。
- 2012年 - 第5工場新築。
- 2015年 - 高精度円筒研削盤GL4P-100SIIIプレミアム　砥粒加工学会　技術賞受賞。
- 2016年 - 内面研削スピンドルユニット　砥粒加工学会 技術賞受賞。
- 2022年 - 株式会社ジェイテクトグラインディングシステムへ社名変更。